# Linha La Roche-sur-Foron a Saint-Gervais-les-Bains-Le Fayet

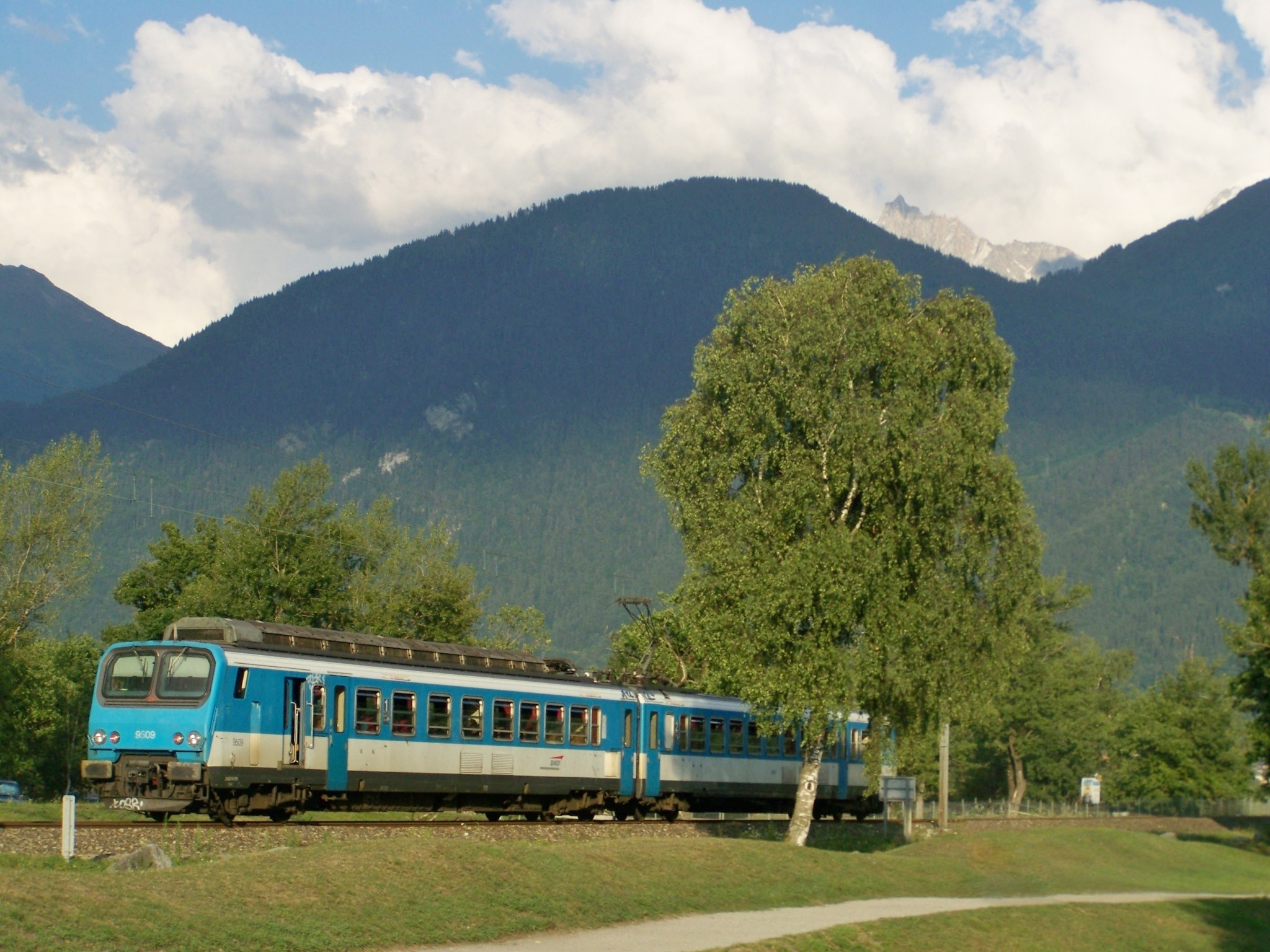
Um TER em Passy

A linha La Roche-sur-Foron a Saint-Gervais-les-Bains-Le Fayet é uma linha de caminho de ferro no departamento francês de Ródano-Alpes e que na estação de Saint-Gervais-les-Bains-Le Fayet faz correspondência com a linha de Saint-Gervais-les-Bains a Vallorcine que vai passar por Chamonix-Monte-Branco e continuar para a fronteira com a Suíça, em Vallorcine. Aí continua pela linha Martigny-Châtelard até Martigny na Suíça.

## História
Esta linha, anteriormente chamada La Roche-sur-Forom - Saint-Gervais - Chamonix, tinha sido sido classificada como a no 125 pela última versão do plano Freycinet.
A porção aberta em 1881 entre La Roche-sur-Foron e Cluses foi declarada de utilidade pública e concedida em 1890 à companhia Paris-Lyon-Mediterrâneo.

## Características
Linha de via única actualmente em mau estado com desníveis de  e curvas com menos de 300 m  de raio o que não permite velocidades superiores a 80 km/h. Foi electrificada em 1955

## Imagens

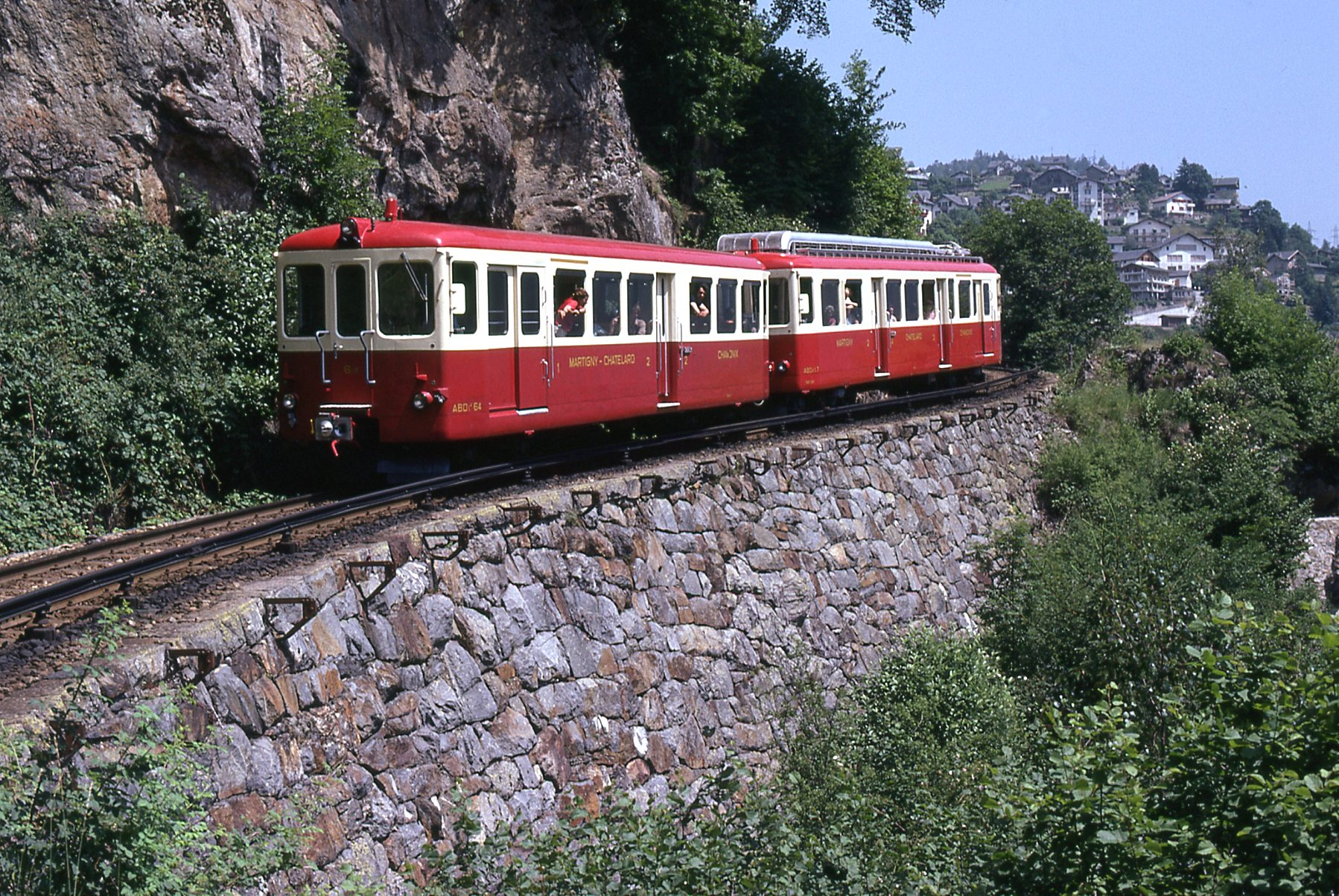
Próximo de Finhaut
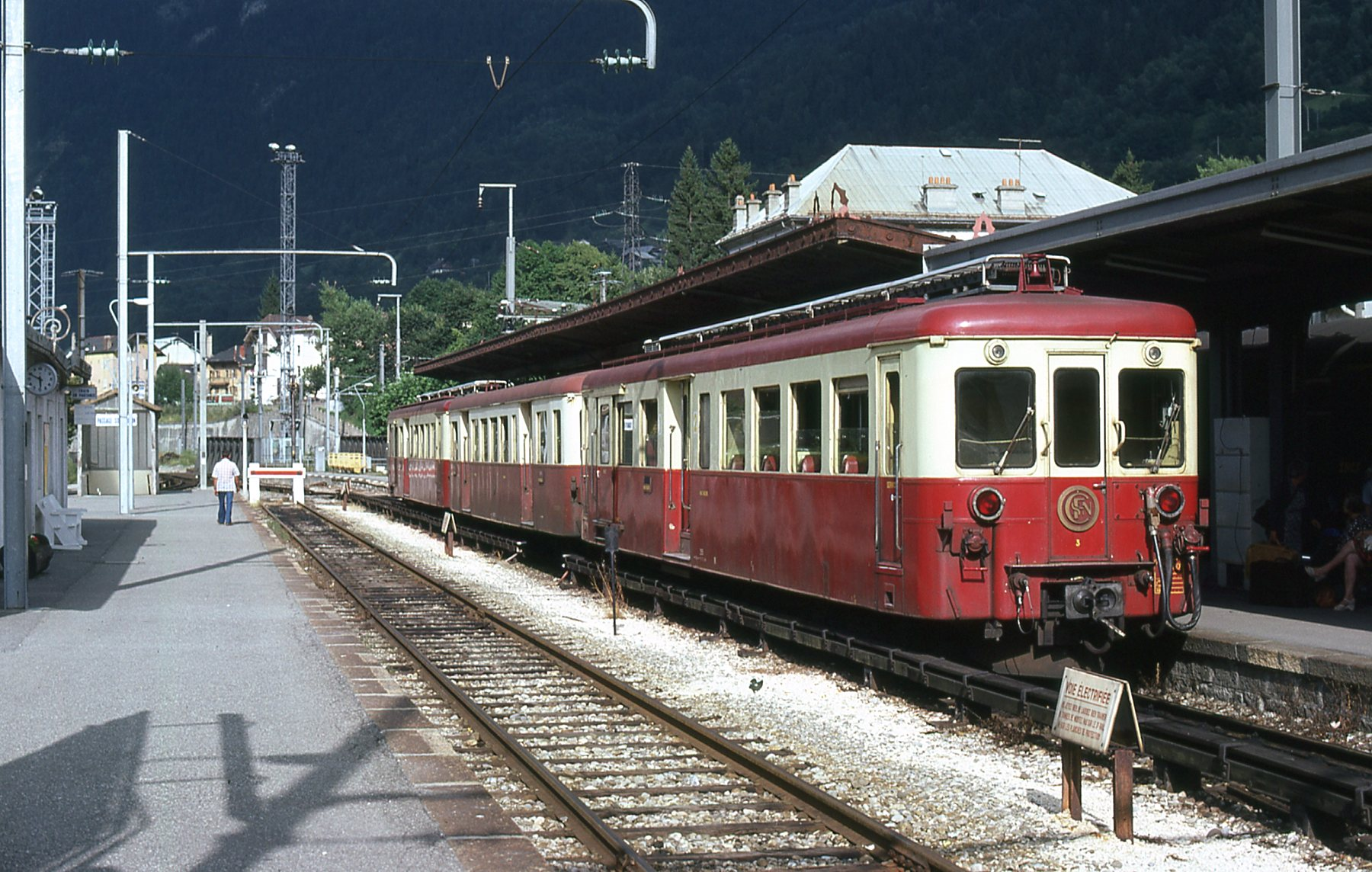
Uma Z600 no Fayet